# Juan Hircano I

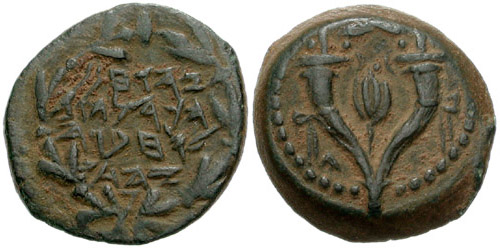
Moneda de Juan Hircano.

Juan Hircano, Hircano I o Hircán I (Yohanan Girhan; Yohanan Hyrcanus - יוחנן הרקנוס) fue etnarca y sumo sacerdote de Judea de la familia de los asmoneos. Tercero y último de los hijos de Simón Macabeo, a quien sucedió en el poder, gobernó desde el año 134 a. C. hasta el 104 a. C.

## Toma del poder

Fases de expansión del Reino de los Asmoneos.

Juan Hircano se hallaba en Gázara cuando su padre fue asesinado en Jericó, en el 134 a. C., a manos de su yerno Ptolomeo, hijo de Abobi. Este reclamó el gobierno de Judea, y apresó a la viuda junto con los dos hijos mayores de Simón; asimismo mandó buscar a Hircano para asesinarlo y se atrincheró en una fortaleza cerca de Jericó.  
Hircano logró llegar a Jerusalén, donde obtuvo el apoyo del pueblo para suceder a su padre.  
Después Hircano cercó la fortaleza donde se encontraba Ptolomeo y estuvo a punto de tomarla, pero se contuvo cuando el sitiado amenazó con arrojar a su madre y hermanos  desde lo alto de los muros. Esto hizo que Hircano bajara el ímpetu, de modo que el sitio se prolongó y Ptolomeo aprovechó el año sabático para huir fuera del país, no sin antes asesinar a la madre y a los hermanos de Hircano.

## Dominación seléucida
El monarca seléucida Antíoco VII Sidetes, utilizó la situación para invadir Judea y asediar Jerusalén, que se rindió en 132 a. C. Juan quiso resistir pero empezaron a agotarse las provisiones; dejó entonces salir de la ciudad a parte de la población más afectada. Pero los sitiadores rehusaron abrirles el paso, de modo que los judíos pobres estuvieron vagando miserablemente en los fosos debajo de las murallas hasta que llegó la fiesta de los tabernáculos. Entonces Juan envió mensajeros a Antíoco pidiendo una tregua de una semana. Antíoco la concedió, e incluso envió una cantidad de toros con los cuernos dorados, y copas de oro y plata llenas de especias, para emplearlos en los sacrificios. Los judíos que estaban fuera de las murallas recibieron estos dones, y se les permitió volver con ellos a la ciudad. Debido a esta generosidad, Antíoco vino a ser conocido como “el Piadoso”. Finalmente Juan decidió firmar un tratado con Antíoco, ofreciendo 500 talentos de plata y rehenes, incluyendo a su propio hermano. Antíoco levantó entonces el sitio, derribó hasta los cimientos las murallas de la ciudad, y se retiró. Abriendo el sepulcro de David, Juan tomó 3.000 talentos de plata, y usó parte de esta cantidad para pagar el precio acordado.
Al principio Juan se convirtió en un simple vasallo del rey seléucida (138 a. C.-129 a. C.). Juan tuvo que participar al lado de Antíoco VII en una guerra contra los partos. Pero el rey seléucida fue derrotado y muerto por Arsaces, rey de los partos en 128 a. C. Fallecido Antíoco VII, sus sucesores se enfrascaron en luchas fratricidas que se prolongarían hasta la conquista romana del 64 a. C. y como consecuencia de ello perdieron el control de Palestina, lo que permitió que los judíos se hicieran independientes. Aunque algunos historiadores consideran que Juan asumió el nombre de Hircano, para mostrar condescendencia con el helenismo, adoptando un nombre griego, otros creen que su nuevo nombre honraba su desempeño y victorias en las batallas que al lado de los seléucidas libró en Hircania o contra los hircanos; pero probablemente con este nombre rindió honores a los hircanos, quienes evitaron ser reconquistados por los seléucidas cuando derrotaron a Antíoco VII y permitieron que Juan pudiera escapar del control de este. 
Hircano decidió también renovar el tratado que Judas Macabeo había hecho con Roma. Envió una legación al Senado romano, que aceptó sus cartas de presentación, renovando la amistad y la alianza con los judíos. Una de las cláusulas de dicho tratado obligaba a los seléucidas a devolver a los judíos los territorios arrebatados. Hircano aprovechó las disputas del poder de los seléucidas en Siria apoyando a uno u otro partido, según le conviniera en el momento.
Fue pues en el séptimo año del gobierno Juan Hircano cuando se estableció firmemente el reino independiente de Judea, 40 años después de las persecuciones de Antíoco IV Epífanes. Generaciones posteriores vieron los primeros años de independencia bajo Juan Hircano como una especie de edad de oro.

## Conquistas de Juan Hircano

Mapa de Judea en tiempos de Juan Hircano. En oscuro, los territorios en el 134 a. C. En claro, las conquistas de Hircano.

Juan Hircano aprovechó la creciente debilidad del reino seléucida para ensanchar sus territorios, pues las ciudades helenísticas quedaron desguarnecidas. Asimismo, a fin de contar con fuerzas militares competentes, alquiló mercenarios, algo que hasta entonces ningún rey o gobernante judío había hecho.
1. Marchó hacia el sur del Jordán oriental y conquistó Medabá (la Medeba de la Biblia), que cayó tras un prolongado asedio de seis meses, y Samea.
2. Prosiguió después contra los samaritanos: capturó su ciudad principal, Siquem, luego Garizim y todo el país de los cuteos. Destruyó el templo samaritano del monte Garizim o Gerizim (128 a. C.), que había sido construido durante el dominio persa, unos doscientos años atrás.
3. Avanzó después contra la provincia de Idumea (la Edom bíblica) y tomó las ciudades de Adora (Dura) y Marisa (Maresa). Libró del exterminio a los idumeos bajo la condición de que se circuncidaran y observaran la Ley. Así se hizo y desde entonces los idumeos quedaron incorporados a la comunidad judía.
4. Reinició la campaña contra los samaritanos, en vista que insistían con mostrarse hostiles (111 a. C.). Atacó a la ciudad de Samaria, dejando el cerco al mando de sus dos hijos Antígono y Aristóbulo I. Aunque los samaritanos llamaron al seléucida Antíoco IX Ciziceno en su ayuda, fueron finalmente vencidos. Después de un año de asedio, la ciudad fue tomada y destruida, y sus habitantes esclavizados. Para no dejar señales de su existencia se inundó el lugar con torrentes (año 107 a. C.). Samaria sería reconstruida años después y embellecida por Herodes I el Grande con el nombre de Sebaste.
5. Después de la toma de Samaria, los hijos de Hircano marcharon contra Escitópolis (Bet-sán), donde se había refugiado Epícrates, uno de los lugartenientes de Antíoco IX Ciziceno. Epícrates entregó la ciudad a los judíos, quienes saquearon todo el territorio hasta el monte Carmelo. A propósito de esta campaña, se contaba un hecho extraordinario de Hircano como sumo sacerdote: mientras sus hijos luchaban contra los invasores y estando solo en el templo ofreciendo incienso, oyó una voz que le decía que sus hijos habían vencido a Antíoco Ciziceno. Una vez fuera del Templo, lo informó a todo el pueblo. Y era cierto, como se comprobó después.

Al igual que los demás gobernantes asmoneos, Juan Hircano tuvo en sus campañas claramente presente el ideal de la monarquía davídica. Al finalizar el gobierno de Hircano, el reino de Judea había alcanzado su máxima extensión desde la legendaria época de Salomón.

## La ruptura con los fariseos
Aunque Hircano nunca se proclamó rey, gobernó a través de una corte, designándose sumo sacerdote y etnarca de los judíos, y acuñó monedas con inscripciones de su título y nombre judío: “El Sumo Sacerdote Juan y la comunidad de los Judíos”, “El Sumo Sacerdote Juan, jefe de la comunidad de los Judíos”. Sin embargo estaba próximo a algunas ideas helénicas, incluso cambió los nombres hebreos de sus hijos por nombres griegos (Antígono, Aristóbulo y Alejandro). Su alejamiento de los ideales de los primeros Macabeos le enfrentó a la popular facción, posteriormente conocida como de los fariseos, precipitando así la lucha religiosa entre facciones que fue dominante durante este período de la historia judía. 
Flavio Josefo nos cuenta cómo fue la ruptura con los fariseos y su acercamiento con la facción de los saduceos. Al principio Juan era discípulo de los fariseos, pero un día se le ocurrió preguntar a estos si tenían críticas acerca de la forma en que gobernaba. Los fariseos le contestaron que era plenamente virtuoso, lo que le agradó oír. Pero uno de ellos, llamado Eleazar, tenía un temperamento violento y gustaba de la controversia. Le dijo: “Por cuanto tienes deseos de saber la verdad, si realmente quieres ser justo abandona el sumo sacerdocio, y conténtate con gobernar al pueblo”. Cuando Hircano preguntó por qué debía abandonarlo, Eleazar contestó: “Nuestros ancianos nos han dicho que tu madre fue una vez cautiva bajo Antíoco (IV) Epífanes”. Esta historia era falsa, e Hircano se encolerizó contra aquel hombre, al igual que el resto de los fariseos.
Ahora bien, un cierto Jonatán, que era saduceo (el partido contrario a los fariseos) y amigo íntimo de Hircano, afirmó que la declaración calumniosa de Eleazar tenía la aprobación común de todos los fariseos. Esto se haría evidente, dijo, si Hircano preguntaba a los fariseos qué castigo merecía aquel hombre: si el castigo era severo, entonces ellos serían inocentes. Si proponían un castigo blando, serían culpables. Hircano entonces hizo dicha pregunta a los fariseos, y ellos le contestaron: “Eleazar merece ser azotado y encadenado, porque no parece correcto castigar unas meras palabras con la muerte”. Era de esperarse tal repuesta, pues los fariseos solían ser más indulgentes con la aplicación de los castigos. Pero Hircano se enojó mucho y comenzó a creer lo que le había dicho Jonatán, por lo que finalmente dejó a los fariseos para unirse a los saduceos. Al hacerlo así, se atrajo el odio del pueblo, porque este prefería a los fariseos. Los saduceos eran considerados como un partido minoritario, de los ricos.

## Fin del gobierno de Juan Hircano
Con todo, el resto del gobierno de Hircano fue pacífico y feliz. Murió después de haber gobernado 31 años a los judíos, dejando cinco hijos. Según Flavio Josefo, "Dios le encontró digno de tres de los más grandes privilegios: el gobierno de su pueblo, el sumo sacerdocio, y el don de la profecía". En cuanto a lo último, se dice que predijo que sus dos hijos mayores no permanecerían como gobernantes del estado, lo que efectivamente, sucedió (dichos hijos fueron Aristóbulo I, su sucesor, que falleció víctima de una enfermedad tras gobernar solo un año, y Antígono, que murió asesinado por orden de su mismo hermano; finalmente ocuparía el poder Alejandro Janneo, el menor de sus hijos).